# باغ فخروییه
باغ فخروییه، روستایی کوهستانی و سردسیر از توابع بخش مرکزی شهرستان بافت در استان کرمان ایران است.

## جمعیت
این روستا در دهستان بزنجان قرار دارد و براساس سرشماری مرکز آمار ایران در سال ۱۳۸۵، جمعیت آن ۲۹۲ نفر (۶۰خانوار) بوده‌است.
باغ فخروییه در یکی از دامنه‌های جنوبی کوه شاه در فاصله ۱۸کیلومتری از شهر بافت قرار دارد  ناب و بکر و چشم‌نواز با آب وهوای معتدل و خنک است.

## ویژگی های شاخص روستا
گردو مهم‌ترین محصول آن است.
آنچه باغ فخروییه را به روستایی متمایز تبدیل می‌کند ارتفاع آن از سطح دریا (2750-2850 متر)و میزان آب و گردوهای بیشمار آن است
در تابستان مشتاقان زیادی با توجه به راه دسترسی آسفالته و مناسب از باغ فخروییه دیدن می‌نمایند و نوع اقلیم باغ فخروییه بسیاری از افراد را شگفت زده می‌کند اما پاداش میزبانی باغ فخروییه از میهمانان خود تنها اشغالهایی است که در دره‌ها به جا می‌ماند